# Estádio João Rebello
Estádio João Rebello – stadion piłkarski, w Montes Claros, Minas Gerais, Brazylia, na którym swoje mecze rozgrywa klub Associação Desportiva Ateneu.